# Marketing podstępny
Marketing podstępny lub pasożytniczy (ang. ambush marketing) – technika marketingu, której nazwa wywodzi się od angielskiego słowa „ambush”, oznaczającego zasadzkę. Może balansować na granicy prawa i wzbudzać wątpliwości etyczne. W polskim systemie prawnym marketing podstępny może być uznany za przejaw naruszenia Ustawy o zwalczaniu nieuczciwej konkurencji, jako przykład reklamy sprzecznej z dobrymi obyczajami. 
Termin „ambush marketing” znalazł się na szóstym miejscu rankingu Global Words of 2010 opublikowanym przez Global Language Monitor w 2010 roku, co w znaczący sposób przyczyniło się do popularyzacji zjawiska. 

## Metoda działania
Kampania oparta na ambush marketingu stara się wykorzystać środki finansowe, jakie inny podmiot zainwestował w działania marketingowe, w taki sposób, aby stać się biorcą wypływających z inwestycji korzyści. Jej celem jest zebranie profitów w postaci wzrostu popularności, rozpoznawalności marki, zdobycie klientów i zainteresowania mediów przy minimalnych nakładach finansowych poprzez tak zwane „przyklejenie się” do kampanii organizowanej przez konkurencję.
Marketing podstępny wykorzystywany jest głównie podczas ważnych wydarzeń sportowych, kiedy konkurencyjna firma stara się odebrać profity oficjalnego sponsora wydarzenia, choć to nie ona pokryła koszty związane ze sponsoringiem. 

## Przykłady firm korzystających z marketingu podstępnego
Abercrombie & Fitch – firma umieszczała swoją nazwę na koszulkach osób, stojących w tłumie za Barackiem Obamą, podczas jego kampanii prezydenckiej w 2008 roku. Niektóre z napisów były niekompletne (Fitch) i wywołały duże zainteresowanie mediów oraz internautów. Firma przyznała, że za rozgłos zapłaciła jedynie 500 dolarów, gdyż taką kwotę jej pracownicy przeznaczyli na poparcie kampanii Baracka Obamy, co pozwoliło im stanąć w tłumie za przemawiającym kandydatem na prezydenta.
Allegro – podczas otwarcia galerii handlowej „Złote Tarasy” w Warszawie na terenie obiektu pojawiły się liczne grupy osób, na których ubraniach znajdował się napis „Na Allegro kupisz to taniej”.
Li Ning Co – firma założona przez gimnastyka chińskiego Li Ning, który podczas Igrzysk Olimpijskich w 2008 roku zapalał znicz olimpijski. Zrobił to w butach oznaczonych logotypem swojej firmy (choć oficjalnym sponsorem wydarzenia był Adidas), co spowodowało wzrost wartości jego przedsiębiorstwa o 5% w ciągu jednej doby.
Nike – podczas Letnich Igrzysk Olimpijskich, które odbywały się w 1996 roku w Atlancie firma wykupiła budynek w pobliżu wioski olimpijskiej, na której umieściła reklamę wielkoformatową, widoczną ze stadionu. Choć oficjalnym sponsorem igrzysk była firma Reebok, Michael Johnson (zwycięzca w biegu na 200 i 400 metrów) miał na sobie buty firmy Nike. Ponadto buty Nike sportowiec zawiesił sobie na szyi, pozując do zdjęcia umieszczonego na okładce magazynu Time. 
Paddy Power (irlandzka firma bukmacherska) – do ambush marketingu podczas Euro 2012 wykorzystano piłkarza Nicklasa Bendtnera, który po strzeleniu bramki podniósł koszulkę i zsunął spodenki, prezentując nazwę firmy Paddy Power na bieliźnie. Wydarzenie było szeroko komentowane w mediach, zapewniając rozgłos przynależny oficjalnym sponsorom. Piłkarz został ukarany grzywną w wysokości 126 000 dolarów.
Pepsi – podczas Euro 2004 Pepsi w znaczący sposób zwiększyło częstotliwość reklam telewizyjnych, w których występował David Beckham. Tym samym znaczna część badanych uznała, że oficjalnym sponsorem Euro jest Pepsi, choć faktycznie wydarzenie sponsorowała Coca-Cola.